# Watch Dogs
Watch Dogs (з англ. Сторожові пси) (також Watch_Dogs) — багатоплатформова відеогра в жанрі Action-adventure, реліз якої відбувся 27-го травня 2014 на PC, PlayStation 3, PlayStation 4, Xbox 360, Xbox One і Wii U. Гра розроблена канадською компанією Ubisoft Montreal. Сюжет Watch Dogs зосереджений на здібностях гравця зламувати різні електронні пристрої, отриманні й контролі інформації. Уперше гра була продемонстрована під час прес-конференції Ubisoft на міжнародній ігровій виставці E3 в 2012 році. Гасло гри: «Все пов'язано. Зв'язок — це влада» (англ. Everything is connected. Connection is power)

## Сюжет
Сюжетна лінія Watch_Dogs побудована на базі концепції інформаційної війни, дані стали взаємопов'язані, у світі збільшується використання технологій. Події гри розгортаються в альтернативній версії реальності міста Чикаго (штат Іллінойс), який є одним з багатьох міст із суперкомп'ютером «CtOS». Система контролює практично кожну частину міста, а також містить інформацію про всіх його жителів і заходах, які можуть бути використані для різних цілей. У всесвіті гри, аварія в енергосистемі в США й Канаді (2003), була викликана хакерами для спонукання розвитку. Головний персонаж гри — Айден Пірс — висококваліфікований хакер, окреслений як людина, що використовує «як кулаки, так й інтелект». У демоверсії ігрового процесу на виставці E3 було показано, як Айден використовує здатності вимкнення зв'язку, телефонів і керування світлофорами, тим самим полегшуючи своє завдання вбити медіа-магната Джозефа Демарко, неправомірно виправданого за звинуваченням у вбивстві.

## Персонажі
- Ейден Пірс (Месник, Лис) — головний герой і протагоніст Watch Dogs. Хакер, який ховається від поліції, а також хоче помститися кривдникам своєї сім'ї.

- Ті-Боун Греді (справжнє ім'я Реймонд Кінні) — протагоніст Bad Blood. Спеціаліст у моніторингу та електроніці. Був найнятий корпорацією Blume для створення кодувальника для ctOS.

- Деміен Бренкс — головний антагоніст Watch Dogs. Колишній наставник і приятель Ейдена Пірса. Незабаром підставляє головного героя. Вбитий Ейденом.

- Делфорд Уейд (Ірак) — лідер угруповання хакерів «Black Viceroys» і права рука Лакі Квіна. Вбитий Ейденом.

- Дефолт (справжнє ім'я Джей-Бі Маркович) — хакер, що стежить за Ті-Боуном Греді, Кларою Ліллі та Ейденом, також головний антагоніст «Bad Blood». У середині гри, як і у випадку з Морісом, надається вибір, вбити його або дати піти. Незалежно від вибору персонаж з'являється в доповненні, оскільки виявляється, що в клубі був його двійник. Вбитий Ті-Боуном.

| Агрегатор    | Оцінка                                                             |
| ------------ | ------------------------------------------------------------------ |
| GameRankings | (PS4) 81% (XONE) 78 % (X360) 78 % (PS3) 76 % (PC) 76 % (WIIU) 63 % |
| Metacritic   | (PS4) 80/100 (XONE) 78/100 (PC) 77/100 (WIIU) 62/100               |

| Видання                    | Оцінка |
| -------------------------- | ------ |
| Computer and Video Games   | 9/10   |
| Destructoid                | 8/10   |
| Eurogamer                  | 7/10   |
| Game Informer              | 8.5/10 |
| GameSpot                   | 8/10   |
| Giant Bomb                 | [ 19 ] |
| IGN                        | 8.4/10 |
| Joystiq                    | [ 21 ] |
| PC Gamer (Велика Британія) | 8.7/10 |
| Polygon                    | 8/10   |
| VideoGamer.com             | 7/10   |

- Дермот «Лакі» Квін — голова злочинного синдикату «Chicago South Club». Вбитий Ейденом.

- Клара Лілль (Хуліган 17) — професійна хакерша і подруга Ейдена Пірса. Гине в місії «Немає шляху назад» від рук людей Деміена Бренкса.

- Джорді Чин — експерт по зброї і друг Ейдена Пірса.

- Моріс Вега — людина Лакі Квіна, який убив племінницю Ейдена. В кінці гри надається вибір, вбити його або відпустити.

- Ніколь Пірс — сестра Ейдена, мати Олени і Джексона.

- Джексон Пірс — племінник Ейдена.

- Бедбаг він же Тайрон Хейз — кузен Іраку, який мріє зайняти більш високу посаду в Viceroys. Не по своїй волі допомагає головному герою.

## Ігровий процес
Головні елементи ігрового процесу Watch Dogs, складаються зі злому та спостереження. Протагоніст гри, Айден Пірс (озвучений Ноамом Дженкінсом), може використовувати будь-який пристрій, пов'язаний з центральною операційною системою міста (CtOS), як зброю супроти нього. Під час показу демоверсії ігрового процесу, Айден, аби потрапити на платну художню виставку, для відволікання уваги викликає перешкоди в сиґналах мобільних телефонів, а також прослуховує телефонні розмови для отримання інформації про свою ціль, також керує світлофорами, викликаючи автомобільну аварію для перехоплення цілі. Також гравець може отримати доступ до інформації з CtOS на NPC, з якими він стикається, включаючи інформацію про демографію, здоров'я, а також імовірність насильства.

## Фільм
Ходять чутки, що Ubisoft розробляє фільм Watch Dogs, разом із Raving Rabbids, Far Cry та анонсованим фільмом про сагу асасинів — Assassin's Creed, який вийшов у 2015 році. На своїй прес-конференції, Gamescom 2013, Sony оголосила, що Ubisoft співпрацюватиме з Columbia Pictures та New Regency, щоб зняти фільм, Sony поширюватиме фільм у США, а студія 20th Century Fox оброблятиме міжнародні права на розповсюдження.